# فرودگاه لیسک
فرودگاه لیسک (به انگلیسی: Leask Airport) یک فرودگاه همگانی است که یک باند فرود چمن دارد و طول باند آن ۶۵۲ متر است. این فرودگاه در کشور کانادا قرار دارد و در ارتفاع ۵۲۳ متری از سطح دریا واقع شده است.